# Infurcitinea frustigerella
Infurcitinea frustigerella is een vlinder uit de familie Meessiidae. De wetenschappelijke naam van deze soort is voor het eerst voorgesteld als Tinea frustigerella door Thomas de Grey Walsingham in een publicatie uit 1907.
De soort komt voor in Spanje, Algerije, Turkije, Cyprus en Iran.